# Inside Out (festival de cinéma)
Pour les articles homonymes, voir Inside Out.
Inside Out est un festival de cinéma LGBT au Canada. Fondé en 1991 en tant que festival de films à Toronto,, Inside Out comprend désormais le festival original torontois, un festival à Ottawa depuis 2007, ainsi qu'une programmation toute l'année et un forum de financement de longs métrages,.